# آریانیسم
آریانیسم (به فرانسوی: Arianisme) یک مکتب فکری دینی است که توسط آریوس (۲۵۰–۳۳۶ میلادی)، کشیشی از اسکندریه مصر، به وجود آمد. این اعتقاد بیشترین تمرکزش روی موضوع تثلیث بود. این مکتب بر این تفکر بود که فرزند (عیسی) در واقع مخلوق پدر (خدا) است و دارای مقام الوهیت نیست. آریانیسم با وجود طرفدارانی که در اولین شورای نیقیه داشت در سال ۳۲۵ توسط همان شورا عقیده‌ای کفرآمیز شناخته‌شد. چندی بعد آریوس درگذشت. او بعد از مرگ بار دیگر توسط اولین شورای قسطنطنیه نیز تکفیر شد. دو امپراتور روم کنستانتیوس دوم و والنس آریان بودند.
تفکر آریانیسم بر اساس این است که پسر خداوند همیشه وجود نداشت بلکه به وجود آمد و از این رو با خدای پدر متفاوت است. این اعتقاد بر پایه آیه ۱۴:۲۸ از انجیل یوحنا است که می‌گوید «پدرم بزرگتر از من است». تمامی کلیساهای اصلی مسیحیت نظیر کلیسای ارتدوکس، کاتولیک و بیشتر شاخه‌های پروتستانیسم هنوز نیز با نظرات آریوس مخالف هستند ولیکن بعضی از شاخه‌های تازه به وجود آمده مسیحیت بعضی از نظرات آریوس را قبول کرده‌اند.

## ریشه
آریوس اعتقاد داشت که خدای پدر و خدای پسر همیشه هم‌زمان وجود نداشتند. بلکه او اعتقاد داشت که لوگوس (کلمه) موجودی مقدس است که توسط خداوند قبل از تولید جهان ایجاد شده‌است. از این رو گفته می‌شود که آریوس اعتقاد داشت که عیسی مخلوق و نه خالق بود. آریوس و طرفدارانش معمولاً از انجیل برای دفاع از نظرات خود استفاده می‌کردند.
بحث پیرامون نظرات آریوس در تمامی قرن سوم و چهارم میلادی ادامه داشت و تمامی کلیسا را تحت تأثیر قرار داده بود. بعضی تاریخدانان اعتقاد دارند که آریوس تنها زیر شاخه‌ای کفرآمیز در مسیحیت ایجاد کرد ولیکن برخی دیگر معتقدند او طرفدار مسیحیت واقعی بود. از تمامی کشیشهایی که در اولین شورای نیقیه حاضر بودند تنها دونفر بودند که حاضر نشدند بیانیه تکفیر آریوس را امضا کنند. دو امپراتور روم کنستانتیوس دوم و والنس آریانی شدند. همچنین آریوس طرفداران زیادی در سرزمین‌های ژرمنها در غرب اروپا پیدا کرد. باورهای آریانی در بین قبایل ژرمن تا قرن هشتم ادامه داشت ولیکن از این زمان به بعد کم‌کم از بین رفت. از این زمان کلیسای کاتولیک و دکترین تثلیث به تنها باور اصلی اروپا تبدیل شد.

## اعتقادها
به دلیل اینکه تنها نوشتارهای باقی‌مانده در مورد آریوس نوشتارها بر ضد او است یافتن حقیقت باورهای او دشوار است؛ ولیکن این مسئله مشخص است که بحث اصلی بین آریوس و کلیسا در مورد عدم باور به تثلیث بوده‌است. نامه آکسنتیوس در مورد یکی از پیروان آریوس به نام اولفیلاس بیشترین اطلاعات را در مورد آریانیسم می‌دهد. اولفیلاس نقش بسیار مهمی در گسترش تفکر آریانی در بین قبایل ژرمن داشت.
باورهای اولفیلاس نامه آکسنتیوس را تمام می‌کند که در آن می‌گوید:

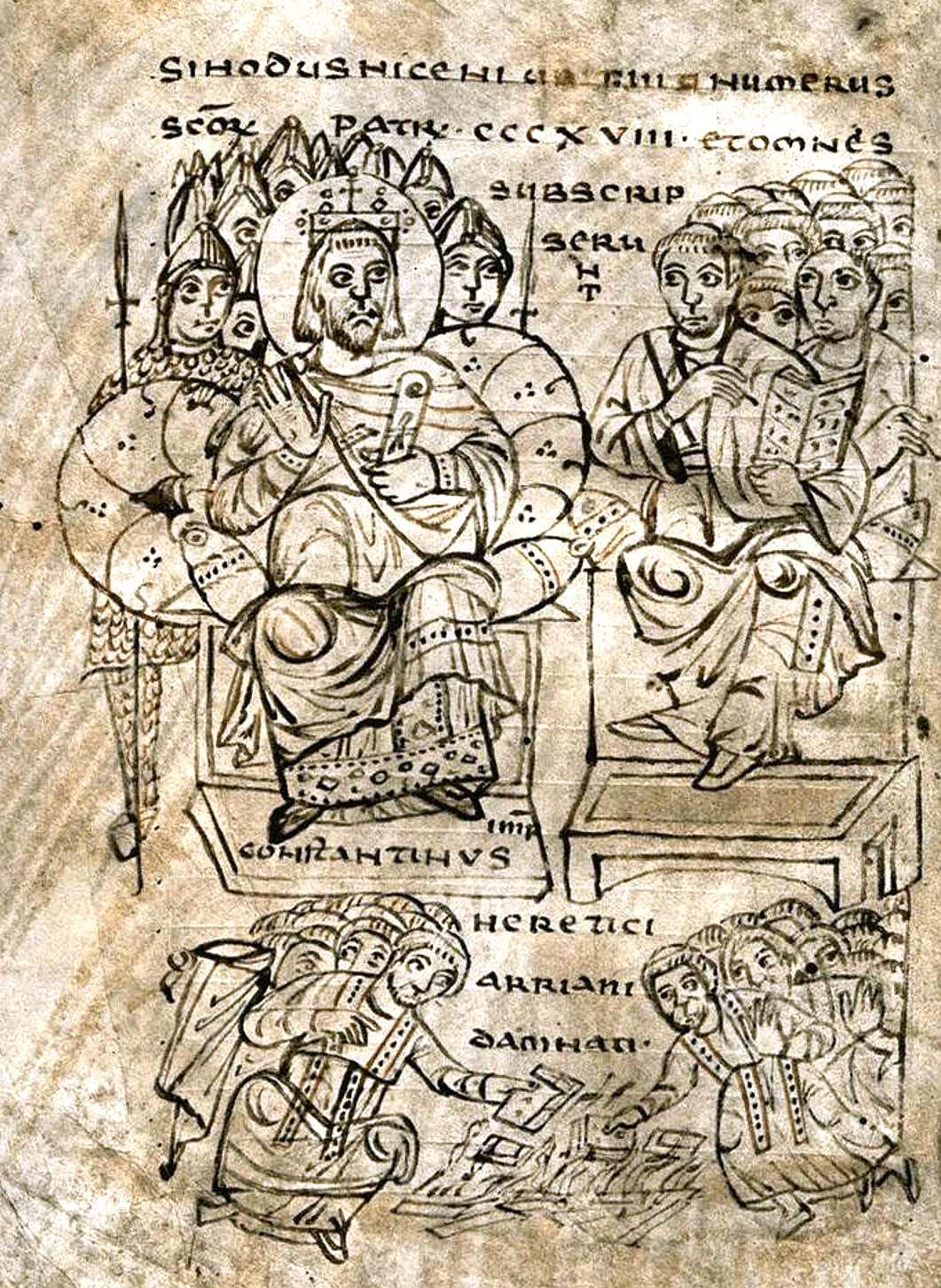
کنستانتین در حال سوزاندن کتاب‌های آریوس نقاشی سال ۸۲۵ میلادی

## اولین شورای نیقیه و طرد شدن آریوس
در سال ۳۲۱ میلادی آریوس که به طرفداران زیادی در اسکندریه رسیده بود توسط شورایی در اسکندریه طرد شد. در سال ۳۲۵ میلادی بحث در مورد آریوس به شدتی رسیده بود که امپراتور کنستانتین دستور داد شورایی در این مورد در نیقیه تشکیل شود. در این شورا باور رسمی تهیه شد و به امضای حضار رسید. در شورای نیقیه باور اصلی در مورد رابطه بین مسیح، خدای پدر و روح القدس به صورت رابطه «یکسان» و از «یک جنس» اعلام شد. از این رو بر اساس نظر این شورا خدای پدر، پسر و روح القدس با یکدیگر یکسان بودند.